# Bão Mặt Trời 2012
Bão Mặt Trời 2012 là một cơn bão Mặt Trời liên quan đến một vụ phun trào nhật hoa lớn và mạnh bất thường xảy ra vào ngày 23 tháng 7 năm 2012. Nó đã suýt đi qua Trái Đất với biên độ khoảng 9 ngày, vì đường xích đạo của Mặt Trời quay quanh trục của chính nó với khoảng thời gian khoảng 25 ngày.
Khu vực tạo ra vụ nổ do đó không hướng thẳng về Trái Đất tại thời điểm đó. Sức mạnh của vụ phun trào tương đương với sự kiện Carrington năm 1859 gây thiệt hại cho các thiết bị điện trên toàn thế giới, vào thời điểm đó bao gồm chủ yếu là các trạm điện báo.

## Tổng quan

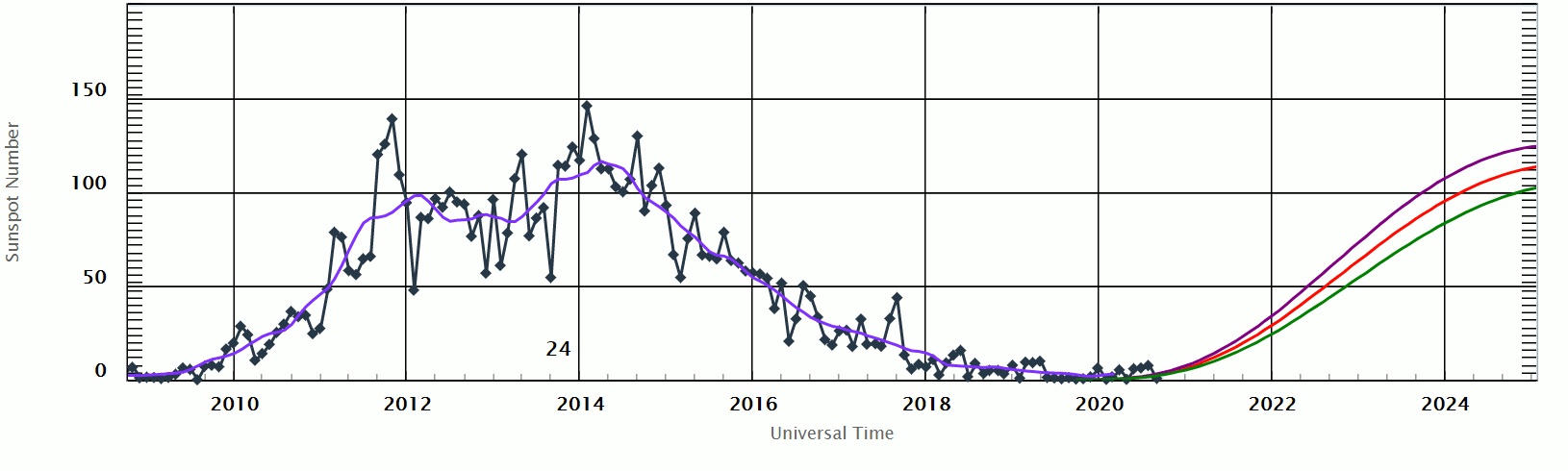
Sự kiện này xảy ra vào năm 2012, gần điểm đen tối đa cục bộ có thể nhìn thấy trong biểu đồ này.

Vào lúc 02:08 UT ngày 23 tháng 7 năm 2012, một vụ phun trào nhật hoa (CME) lớn đã xảy ra. CME đã phóng ra một cặp đám mây từ tính liền kề đẩy sóng xung kích di chuyển nhanh ra khỏi Mặt Trời. Các sản phẩm của vụ phun trào đã đâm vào tàu vũ trụ STEREO-A. STEREO-A không bị hỏng hóc nhiều sau sự việc đó, và đã cung cấp cho các nhà nghiên cứu dữ liệu có giá trị.
Dựa trên dữ liệu thu thập được, vụ phun trào bao gồm hai lần phóng riêng biệt có khả năng đạt cường độ cực cao vì một CME nhỏ hơn đã xảy ra bốn ngày trước đó, ảnh huỏng đến môi trường liên hành tinh quanh Mặt Trời. Tương tác giữa CME chính và các CME trước đó khi chúng đi qua môi trường liên hành tinh cũng dẫn đến sự khuếch đại từ trường của sản phẩm của vụ phun trào, tiếp tục vào thời điểm CME chính đi đến quỹ đạo của Trái Đất.
Nếu CME tấn công Trái Đất, có khả năng nó sẽ gây ra thiệt hại nghiêm trọng cho các hệ thống điện tử trên phạm vi toàn cầu. Ying D. Liu, giáo sư tại Phòng thí nghiệm thời tiết không gian quan trọng của Trung Quốc, ước tính rằng thời gian phục hồi sau thảm họa như vậy sẽ là khoảng bốn đến mười năm.
Sự kiện này xảy ra tại thời điểm hoạt động của vết đen Mặt Trời cao trong chu kỳ Mặt Trời 24.